# Ctenocompa mysteris
Ctenocompa mysteris är en fjärilsart som beskrevs av Edward Meyrick 1907. Ctenocompa mysteris ingår i släktet Ctenocompa och familjen säckspinnare. Inga underarter finns listade i Catalogue of Life.